# 팔달중학교
팔달중학교(八達中學校)는 대한민국 대구광역시 북구 팔달동에 있는 공립 중학교이다.

## 학교 연혁
- 1997년 3월 5일 : 학교 설립 인가
- 1999년 3월 1일 : 개교, 초대 이정태 교장 부임
- 1999년 3월 3일 : 제1회 신입생 입학식 (남 270명, 여 155명 계 425명)
- 2007년 1월 5일 : 교육인적자원부 지정 교육과정 정책 연구학교 선정
- 2010년 8월 31일 : 다목적 교실 완공
- 2021년 9월 1일 : 제10대 김만환 교장 취임
- 2022년 2월 7일 : 제21회 졸업식(남 31명, 여 36명 계 67명, 누계 3,713명)
- 2022년 3월 2일 : 제24회 입학식(남 25명, 여 28명 계 53명)

## 참고 자료
- 팔달중학교 - 한국교육학술정보원 학교알리미